# Sixtus-ház (Prága)
A Sixtus-ház (Sixtův dům) Prága Óvárosának egyik jellegzetes műemlék épülete (Celetná ulice, čp. 553/2).
Nevét Sixtus von Ottersdorfról, a 16. században itt élt történészről kapta.

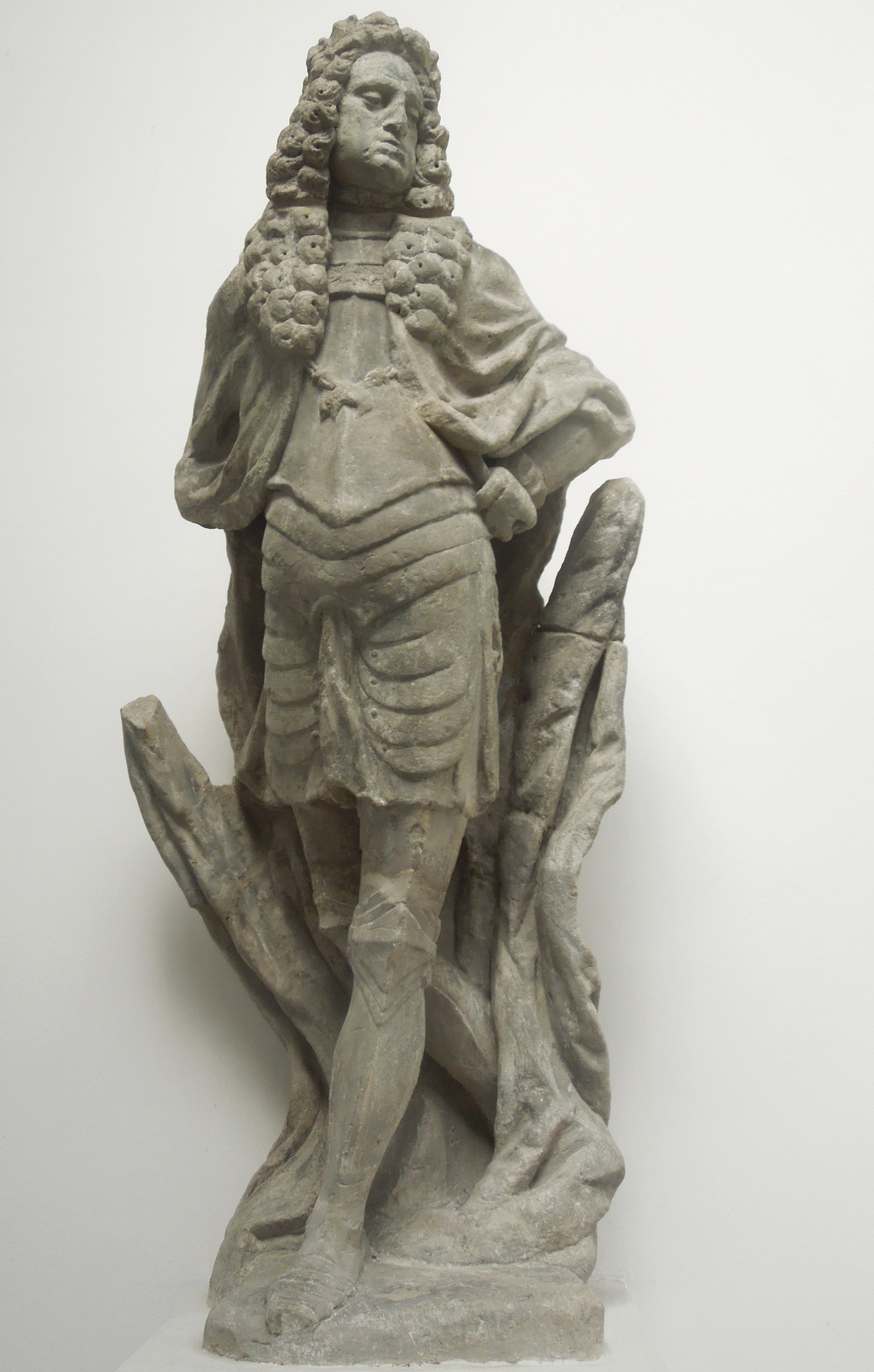
Antonín Braun: VI. Károly német-római császár (1736)

A barokk épület homlokzatát a 18. században elhelyezett és valószínűleg a Braun család műhelyében készült császárszobrok díszítik.